# Железнодорожный транспорт в Исландии
Исландия в настоящее время не располагает железнодорожным транспортом, хотя существовали три малопротяжённые узкоколейные железные дороги, но они не являлись единой сетью, а выполняли роль технологического транспорта, обеспечивая нужды строительства промышленных объектов. Все три были разобраны.

## История
В порту Рейкьявика узкоколейная железная дорога (имевшая колею 900 мм) была построена для строительных нужд при возведения мола и эксплуатировалась с 1913 по 1928 год. На этой линии работали два паровоза, построенных в 1890 году компанией Юнг в Германии (ранее они эксплуатировались на узкоколейках в Дании, и только в 1913 году были импортированы в Исландию). Для перевозок грузов использовались двухосные вагоны-платформы. Оба паровоза сохранены как музейные образцы.
В 1930 году исландским промышленником Тором Йенсеном была построена ещё одна узкоколейная железная дорога в Корпулстадире (имевшая колею 600 мм). Ферма Корпулстадире, расположенная недалеко от Рейкьявика, была одной из первых промышленных ферм в Исландии. Подвижной состав состоял главным образом из двухосных вагонов.
В конце 1940х годов железнодорожный транспорт в Исландии уже не функционировал. В дальнейшем, железнодорожный транспорт восстановлен не был.

## Проекты по развитию
В 1920-х годах планировалось проложить линию от Рейкьявика до Селфосса, но проект в конечном счёте окончился ничем. Позже периодически поступали предложения построить пассажирскую железную дорогу от Рейкьявика до Международного аэропорта Кеблавик, но пока и они оказываются безуспешными.